# 7000 Curie
7000 Curie è un asteroide della fascia principale. Scoperto nel 1939, presenta un'orbita caratterizzata da un semiasse maggiore pari a 2,4633780 UA e da un'eccentricità di 0,2626902, inclinata di 9,88261° rispetto all'eclittica.
L'asteroide è dedicato alla scienziata polacca Marie Curie.